# 鴉 -KARAS-
『鴉 -KARAS-』（からす）は、タツノコプロ製作のOVA。また、タツノコプロ創設者の一人・九里一平が製作に関わった最後の作品でもある。

## 概要
本作はタツノコプロ40周年記念作品として制作された。全六話構成。
東京アニメアワード2006オリジナルビデオ部門優秀作品賞受賞作品。
第一話発売時点では毎月発売予定と告知されていたが、2005年11月の三話までリリースされた後、続巻のリリースが1年9ヶ月近く途絶えていた。その後アニメエキスポ2007の会場での発表で、四話から最終六話までが、2007年8月24日から3ヶ月連続でリリースされることが発表され、予定通りに発売された。
各巻にオーディオコメンタリーが収録されており、監督らスタッフによる製作話を聞くことができる。なお、四話では鵺役の藤原啓治と炎役の生天目仁美、五話では乙羽役の和田聰宏、ゆりね役の鈴木かすみがコメンタリーを担当。声優らに共通した発言は「見入ってしまう」だった。

## ストーリー
第壱話「鴉 開眼」
夜を忘れた街・新宿。隣り合う妖怪の存在を忘れ、浮かれて暮らす人間たち。古来より、からみ合うこのふたつの世界の秩序は“ゆりね”と“鴉”によって守られてきたが、ここにきてそのバランスは大きく乱れつつあった。「街」の下僕であることをやめ、自らを廻向と名乗り始めた“鴉”が、後任の“鴉”を殺害、街を支配せんと目論み始めたのだ。やがて新宿では公衆トイレで全身の血を搾り取られて殺されるという殺人事件が頻発。新宿に舞い戻った流浪の妖怪“鵺”は、連続猟奇殺人の影に、廻向に生み出された妖怪の正体を見て取った。格闘場の王者として君臨する水虎へと“鵺”がライフルをかまえた時、もう一人の“ゆりね”と“鴉”が現れる。鴉を前に水虎は妖怪・河童としての正体を顕にするが、それは機械と一体化した異形の姿。河童は廻向に仕える御座であった。鴉は河童を滅ぼすが、それと同時に街の水道が異常を来し、街もまた大きく傷ついてしまう。
第弐話「火炎輪」
ハイウェイで連続する怪奇事件。被害者の遺体にはどれも一滴の血も残されてはいない。困惑する刑事の呉を尻目に、同僚で妖怪肯定派の鷺坂は現場に残された証拠から、事件の裏に“人外の存在”が絡んでいることを突き止める。一方、新たな鴉となった乙羽は、原因不明の病におかされた街の妖怪たちの治療に追われていた。妖怪たちの健康を管理することは、街の守護人たる鴉のもう一つの役目であった。鵺が街に戻ってきていることを知った廻向は、ハイウェイをテリトリーとする御座・輪入道に鵺を生きたまま連れてくるよう命じる。はたしてハイウェイに鵺をおびき出すことに成功した輪入道は、地の利をいかし鵺を捕獲するが、駆けつけた鴉との戦いに破れ、鵺と共に爆発、炎上する。だが炎の中から現れたのは、全身を御座化させた鵺だった。
第参話「滅 覚醒」
炎の中から現れた「御座・鵺」を切り捨てるように命じるゆりね。だが、乙羽にはどうしてもその命令にしたがうことができなかった。過去を捨て、「鴉」となったはずの乙羽にわずかに残る記憶の断片。二体の御座を失い、本格的な鴉抹殺にのり出す廻向。特命を受けた鎌鼬と土蜘蛛が向かった先は、乙羽のいる施療院ではなく、新宿区内のある病院だった。一方、深手を負った鵺の傷を癒すため、鵺を兄貴と慕う雨降り小僧は血液パックを求めて病院へと忍び込む。そこで雨降り小僧が目にしたのは、昏睡状態で眠り続ける乙羽の姿だった。人間の霊体がゆりねと契約を交わすことによって鴉は生まれる。そして廻向の狙いは、この乙羽の本体の抹殺にあった。鵺の助太刀もあり本体への攻撃を寸前で食い止めた鴉だったが、その隙にゆりねを奪われ、鴉の契約が切られた瞬間、本体の乙羽として目を覚ます。
第四話「人 乙羽」
御座衆、土蜘蛛・鎌鼬の二対による策略により、ゆりねは何処かへと連れ去られた。同時に鴉への変身能力を失った乙羽は、本来の人間である自分、鷹介として眠りから覚めた。ハイウェイで負った傷の癒えた鷺坂と呉は、事件の起こった病院のモニターに鷹介と鵺の姿を発見し、事件の捜査を再開した。同じころ、東京の異変を調査している他の土地の鴉・炎たちも活動を開始する。鷹介はヤクザの殺し屋であったが、彼がそのまま使い潰されるのを嫌った舎弟の礼治に誘われ足抜けしようとした際、礼治を庇って銃弾を受けて昏睡していた事を思い出す。罠と知りつつ礼治を助けに向かった鷹介は、礼治を殺されながらも実の父でもあるヤクザの組長を殺すも、多勢に無勢で追い詰められる。その窮地を救ったのは、炎であった。炎のゆりねは、鷹介＝乙羽のゆりねがいまだ生きている事を伝えにきたのだ。一方、鵺は囚われた弟を救うため廻向との対決に挑む。鵺はかつて弟と共に廻向の同志であったが、やがてその理想の実態を知って離反、しかし弟だけは取り残されたままだった。鵺は廻向の本体である老いた肉体と廻向のゆりねを破壊するが、だがそれこそが廻向の狙いだった。鵺との接触により、巨大な御座となった彼の弟が目を覚ます。
第伍話「幻想区」
ゆりねの呪縛から解放され、他の御座を取り込んだことで自らも御座となった廻向の次なる目的は、新宿という街そのものの改造にあった。新宿の街に突如、出現した機械根が次々と人間を襲いはじめる。それは御座となった廻向の体を支えるためのエネルギーチャージャー、巨大な御座玉だった。外界から新宿を遮断し、街そのものを巨大な御座へと変貌させようとする廻向。それは妖怪や街の事を蔑ろにする、人間や世界への宣戦布告だった。鷺坂と呉は鷺坂の娘よし子を守るため、新宿署署長の誘導でシェルターに向かうが、それは御座・牛鬼である署長が人を捕食するための罠であり、牛鬼による虐殺が引き起こされる。牛鬼から守るべきものを守るため、力を失った乙羽は奮闘する。そして人々、妖怪、乙羽が望む時、ふたたび新宿の街にゆりねが生まれ、乙羽は鴉としての力を取り戻す。
第六話「真 伝説」
東京に集結する他エリアのゆりねと鴉たち。事態の収拾が付かない場合、彼らの手によって東京そのものが破壊される……そして、新生した乙羽と廻向の最後の戦いの火蓋が切られた。街そのものを自らの肉体とした廻向に苦戦を強いられる炎と乙羽だが、取り込まれた鵺の言葉を聞き、乙羽は鵺の命と引換えにその力を宿した刀で鵺の弟、御座玉を破壊する。御座玉を失った廻向と乙羽の戦いは、乙羽の勝利に終わった。そして妖怪を恐れ銃を向ける副知事に対し、乙羽は「お前もまた守るもののひとつ」と告げて姿を消す。全てが終わった後、街から去る者もいれば、街に残り続ける者もいる中、鴉とゆりねは変わらず街を守り続ける。そこに暮らす人々の心を信じて。

## キャラクター

### 街の守人
- 鴉 / 乙羽（からす／おとは） - 和田聰宏

ゆりねによって街の守り人に選ばれた、朴訥として優しげな青年。普段は妖怪たち相手の施療院を営んでおり、妖怪たちからは「鴉の先生」として慕われている。人としての名前は鷹介（ようすけ）。
ヤクザの組長の息子であったが、組長とその姉の近親相姦の結果生まれた事で、組長からは疎まれて育った。また生来の無痛症であったことから恐怖をはじめとする感情が希薄で、銃撃の中にも躊躇なく刀一本で飛び込んでいくほどの戦闘力を持っている。しかしそうした事情から一切その身を顧みられることなく鉄砲玉として使い潰されており、その境遇に反発した舎弟の礼治についていく形で組を抜けようとした際、礼治を庇って銃弾に撃たれ昏睡状態となっている。生身の肉体は病院で眠りについている。
当初はそうした過去の記憶を失っていたが、廻向によってゆりねとの契約が断ち切られたことで覚醒。罠と知りつつ礼治を助けに向かうも目の前で彼を殺され、また父親からも「人ではない」と罵られながらも彼を殺害。力を失いながらも新宿を守るために戦い続けた末に瀕死の重傷を負って斃れた際、「なぜ自分は生まれてきたのだろう」と疑問を抱く。その結果、鴉として完成する条件の一つである「人としての悲しみ」を得たこと、また彼の戦いを人、妖怪という街の住人すべてが見守っていたことで、新たにゆりねを生み出し、鴉として新生する。
潔癖な廻向とは異なり清濁併せ呑む度量も持ち合わせており、自分を排除しようとした副都知事すら助け、守るべきものと認めている。廻向との戦いを経た後も、ゆりねと共に新宿を守り続けている。
鴉としての戦闘能力はその刀に蓄積された歴代鴉の経験を引き出すことによって得られるものだが、ヤクザの殺し屋として豊富な実戦経験を持った鷹介＝乙羽が握った場合、その強さは他の鴉の比ではなくなる。また新生以前は黒一色の鴉の鎧を装着していたが、新生後は金と赤のラインが入った姿へと変化しており、鴉として完成した事が示唆されている。他の都市の鴉たちも炎をはじめ、各々共通を同じくしながらも異なる鴉の鎧を纏っている。また鴉の鎧を戦闘機や装甲車に転身させる事も可能。
- ゆりね - 鈴木かすみ

都市の意志、精霊。本編中では乙羽のゆりね、廻向のゆりね、炎のゆりねの三人が主に描写されるが、他の都市のゆりねも鴉と共に登場している。
白い髪と猫の尻尾、褐色の肌、フェイスペイント、目のペイントが施されたゴーグル、今風の少女の衣服といった外見的特徴は共通しているが、各々のゆりねごとに微妙に細部が異なっている。
乙羽のゆりねは当初は乙羽と距離を取っているような風に描写されていたが、廻向によって契約を断たれ消滅しても尚、乙羽との繋がりが残っており、新生した際は瀕死の乙羽に対して真剣に呼びかけ、一瞬口付けをしようとするような素振りを見せるなど、彼の事を強く想っている事が描かれている。廻向との戦いの後は、乙羽の傍に寄り添うなど、その距離も近くなっている。
廻向のゆりねは、廻向の御座玉の中に囚われている形で登場する。ゆりねが廻向の力の源であると認識していた鵺によって破壊されるが、既に廻向はゆりねとの繋がりを断っており、「ゆりねには愛情も憎しみもあり、直接手にかけるのは忍びない」との理由で生かされていたに過ぎなかった。
炎のゆりねは、炎と共に新宿を監視する役目を担って登場する。炎に対しての態度は素っ気なく、彼女が事態に介入しようとする事を厳しく叱責する。一方で消滅したはずの乙羽のゆりねと乙羽の繋がりが残っている事を彼に伝えたり、最終局面で炎が戦いに赴こうとするのを「好きにせよ」と送り出しながらその戦いを見守るなど、感情がないわけではない。廻向との戦いを終えた後は、炎と共に己の街へと帰っていった。
- 炎（ほむら） - 生天目仁美

別の街から新宿の事態を監視するために送り込まれた鴉。ハンチング帽を被った銀髪の女子高生といった出で立ちで、都会に出てきた事を喜んでいる。また戦いに対しても積極的で、事態に介入しようとしては自身のゆりねに叱責されるというやり取りを繰り返すが、最終決戦ではゆりねに送り出されて戦いに参加する。
登場する度に何かお菓子を食べており、廻向との戦いを終えた後は大量のお土産をリュックに詰め込んで故郷の街へと帰っていった。呉たちの乗る甲府行きのバスを利用していたため、担当する街はそちらの地方であるらしい。
鴉の鎧は赤と白に塗り分けられたもので、武器も薙刀であるなど、そのデザインは乙羽鴉とまったく異なるもので、彼女もまた鴉として完成している事が示唆されている。一方、その戦闘能力については乙羽と廻向に大きく遅れを取っているらしく、乙羽の援護をするのが精一杯で、単独では機械根に囚われてしまうなど歯が立たなかった。

### 主な人間
- ヒナル - 渋谷飛鳥

芸能界で活躍する夢を抱いて、新宿で生きている少女。たびたび鴉と妖怪との戦いに巻き込まれるが、その度に難を逃れている。
鴉の戦いを見届け、最終決戦を生き延びた後も、「この街が好きだから」という理由で新宿に留まり続ける。
後述のよし子同様、新宿の人々を守るべきかどうか廻向が判断する指標として生かされていたと思われるが、結果的に彼女の存在が廻向の判断を否定し、乙羽の戦いを肯定することとなった。
- 呉鳴海（くれ なるみ） - 鳥畑洋人

東京都知事の命令を受けて署長の動向を監視すべく新宿署に送り込まれ、干渉事件対策課に配属となる。当初は鷺坂の語る妖怪については懐疑的であったが、事件を追いかけ鴉や妖怪と関わることで認識を改め、最終的には妖怪の姿を認識するにまで至る。事態の真相を正確に掴んでいるわけではないが鴉のお陰で街が守られたことを理解し、副知事らに対して鴉や妖怪を守ろうとする姿も見せた。
しかし最終決戦の後はまた妖怪の姿が見えなくなってしまったことで、警察を辞め、よし子と共に、妖怪の見えるだろう故郷の甲府に戻る事を決意する。その長距離バスの車内から乙羽とゆりねの姿を見て、彼らがいるなら新宿は大丈夫だと安堵のつぶやきを漏らす。
- 鷺坂実（さぎさか みのる） - 後藤哲夫

新宿署干渉事件対策課の刑事。常におだやかな物腰で人の良い中年の男だが、妖怪に対しては異様な執着を見せ、その存在を否定されると激昂するなど精神的に不安定な様子も見せる。
妖怪によって心的外傷を負った娘よし子の証言をただ一人信じており、事件が妖怪の仕業だと証明するために奔走している。そのため最終局面で妖怪の存在が認められ、さらに自身も妖怪の姿を認識できた時は涙を流して喜んでいた。正体を顕にした署長＝牛鬼から娘を守るために身を挺したことで致命傷を負いながら、署長の正体を看破して今まで蓄積してきた妖怪への知識と装備でもって滅ぼそうとするが、それは何の意味もなく、あっさりと牛鬼に捕食されて命を落とした。
最終決戦後、新宿を離れる決意をした呉のもとに幽霊となって現れ、彼によし子の事を託して姿を消した。
- 鷺坂よし子（さぎさか よしこ） - 千葉紗子

鷺坂の娘。女子高生であったが数年前、クラスメイトを目の前で妖怪に捕食されながらただ一人生き延び、事件を妖怪の仕業だと訴えるも誰も信じてくれなかったことなどから心を病み、ほぼ廃人状態で新宿の病院に入院している。
最終局面で父、呉、ヒナルらと共にシェルターに避難するが、そこで牛鬼が避難民を捕食するさまを見て意識を取り戻した。その後は鴉の戦いを見届け、呉と共に新宿を立ち去る。
実はよし子は父共々、廻向が人は守るに値するかを判断する指標として意図的に生かされていた。しかし鷺坂父娘を人々は冷笑して無視し続けていたため、計画実行を決断する要因となってしまった。
- 鶴田婦警（つるた） - 真山亜子

新宿署の婦警。鷺坂に対してもその事情を汲んで一定の理解を示し同情しているが、妖怪はいないというスタンスを取っている。
- 礼治（れいじ） - 日野聡

ヤクザ。鷹介の舎弟で、彼を兄貴と慕っている若者。組長などからも目をかけられる程度には優秀だが、若く経験不足なせいか、行動が衝動的な部分が多い。鷹介を心から慕っており、彼を使い潰そうとする組の方針に反発、二人で組を抜けてニュージーランドに向かおうとする。
鷹介に銃弾から庇われるもののその後捕まってしまい、鷹介を誘き出す罠として監禁されていた。鷹介に救助された後も二人でニュージーランドに向かう事を夢見ていたが、組長によって射殺されてあっさりと命を落とす。
- 都知事 - 菅生隆之

東京都知事。新宿の治安は悪化していないとマスメディアに語ること流れ主義者として描かれていたが、実際は廻向に盲目的に忠誠を誓う下僕。
廻向が都民を虐殺している最終局面にあっても廻向を信奉し続け、都庁が巻き込まれることはないと盲信していた。しかし乙羽と廻向の戦いの余波に巻き込まれて都庁は損壊し、命を落とす。
愛妻家であり良き父でもあったが、妻はホストに狂い、娘は援助交際で売春を行っていたことに絶望し、二人を殺害。その原因がこの新宿という街にあると考え、廻向に従っていた事を語っている。
- 副知事 - 内田直哉

東京都副知事。都知事に従って廻向の部下として活動していたが、都知事と違って廻向に対しては懐疑的であり、彼が都民を虐殺しようとしているのではないかと疑念を抱いている。
最終局面でその疑念が事実である事が発覚し、都知事に反発する。都庁崩壊から乙羽によって救われるが、その事実を認識しておらず、鴉をはじめとする妖怪を排除する事が東京、新宿の安定に繋がると信じて行動を起こした。しかし乙羽から副知事もまた守るべき存在だと言われ、銃口の向け先を失ってしまう。その後の動向は不明。

### 主な妖怪
- 鵺（ぬえ） - 藤原啓治

新宿に舞い戻ってきた妖怪。飄々とした態度の謎めいた男であり、廻向および御座衆相手に戦いを挑んでいる。
その正体は御座衆の一人であり、弟ともども廻向の理想に賛同していたが、その理想が結局は人を虐殺することに繋がり妖怪と人の共存を妨げるのだと気づいて離反。取り残されてしまった弟を助け、廻向の野望を挫こうと足掻き続けている。傷つき深手を負いながらも廻向のもとまでたどり着き、その肉体とゆりねの破壊に成功する。しかしそれも結局は廻向の掌の上であり、鵺と再会した事で弟＝御座玉が目覚めてしまい、御座玉に囚われてしまう。
鵺は兄弟一対で生まれる雷獣であり、御座としては金、雷の力を司っていた。そのため御座玉と化した弟共々、御座となった廻向の動力源となっている。
最終局面では懸命に乙羽に呼びかけ、自らの命を捨てて鴉の刀に鵺の雷を纏わせ、弟を討ってもらうことで御座玉の破壊に成功する。
御座になって良いことが一つだけあったとすれば写真に映るようになったことだと語り、忘れられたくないとして雨ふり小僧に自分と弟の映った写真を託す。
- 雨降り小僧 - 小桜エツ子

新宿に生きる小さな妖怪。ささやかなイタズラをする程度の罪のない存在で、たまたま出会った鵺を兄貴と慕ってその後についてまわる。
結果として鴉と廻向の戦いを妖怪側の住人として見届ける形になり、最終局面では廻向の勝利は人の虐殺であり、結果としてまた妖怪が忘れ去られることを妖怪たちに訴え、みんなと共に鴉の勝利を祈った。

### 御座衆
- 鳳春院廻向（ほうしゅんいん えこう） - 櫻井孝宏

元鴉。新宿の支配者であり、表向きは鳳春院財閥の総帥であり、財閥を自身の子孫に運営させながら、その中枢で全ての実権を掌握している。人間たちが妖怪を忘れて傍若無人に生き続ける有り様に彼らを見限り、人類を虐殺することで妖怪に対する恐れを取り戻させようとして行動を開始した。
自らの片足を切り落として鴉の鎧を解析し、妖怪を機械化することでその強さを高め、同時に都市と一体化させる事で強大な結界を構築する「御座」「御座玉」という儀式を生み出す。また自身も御座化しており、御座玉と接続する事で圧倒的な力を手に入れる。一方、その動力として人間の生き血が必要となっている。
幕末期から活動していた鴉であったが、人々が妖怪を忘れていき、そして第二次世界大戦で焼け野原になった後に新しく作られた東京の醜さに絶望。長い歳月を経て愛するようになっていたゆりねが、この流れもまた街の意志だとして放置していたことに反発し、彼女を御座玉に封じた。御座としての能力を抜きにしても、その膨大な実戦経験から乙羽同様に鴉としての戦闘力は桁違いに高く、先代鴉（廻向にとっては後輩）との戦いでは一方的に相手をあしらい、あっさりと彼を滅ぼしている。
- 河童 /水虎（かっぱ / すいこ） - 梁田清之

新宿で活躍している有名格闘家。覆面レスラーであり、張り手などの強烈な相撲技でチャンピオンとして君臨している。
その正体は河童であり、新宿中の公衆トイレで人々を襲ってはその血を搾り尽くして殺している。新宿の水と一体化していたため、鴉に撃破された後は新宿の水道に異常が生じた。
- 輪入道（わにゅうどう） - 大川透

廻向の執事として振る舞っている男。
その正体は輪入道であり、首都高を暴走して若者たちの乗る車を破壊、乗員の血を搾り尽くしている。鴉撃破および鵺捕獲のために活動を活発化させるが、鴉に撃破された。新宿の火と一体化していたため、撃破された後はガス関係などに異常が生じた。
- 鎌鼬（かまいたち） - 西村朋紘

廻向に付き従う御座。乙羽の生身の肉体を狙って病院を襲撃するが、鵺の妨害を受け、人間として目覚めた乙羽によって両断されて撃破された。新宿の風と一体化していたため、撃破された後は突風が吹き荒れるなどの異常が生じた。
喋り方が独特で、セリフの一部分が逆再生されたかのようにノイズがかかっている。そのため唯一セリフに対して字幕が表示されている。
- 土蜘蛛（つちぐも） - 渡辺美佐

廻向に付き従う御座。大量の子グモと糸を発射し、それを介して人間の血を搾り尽くしている。乙羽の生身の肉体を狙って病院を襲撃するが、それはゆりねを捕縛するための罠であり、乙羽とゆりねの契約を断ち切ることに成功した。
廻向に対しては恋愛的な感情すら抱いているらしく、彼のために御座として身を捧げることにも歓喜の表情を浮かべていた。しかし御座玉に取り込まれる瞬間、そのあまりの苦痛に断末魔の悲鳴をあげて消滅する。新宿の土と一体化していたため、撃破された後は新宿が大地から隆起する異常が生じた。
- 署長 / 牛鬼（ぎゅうき） - 納谷六朗

新宿署の署長。干渉事件対策課の良き理解者として振る舞っており、最終局面でも異常事態に混乱せず都民の避難誘導を指示して、事前に用意していたシェルターに人々を収容するなどの優秀な指揮官としての姿を見せた。
しかしその実態は廻向に付き従う御座であり、その正体は牛鬼。かつてよし子のクラスを襲撃した犯人であり、人食いの化け物。人々をシェルターに避難させたのも廻向との契約で自分の取り分として確保するものであり、逃げ惑う人々を一方的に貪り食った。かつて見逃したよし子の存在に執着しており、彼女を捕食できることに異様な悦びを見せていた。
駆けつけた乙羽を取り逃がすわけにはいかないと執拗に追撃し、地上でついに彼に致命傷を与えるが、鴉として新生した乙羽の前にあっさりと撃破される。

### その他ゲスト

#### 第壱話
- 千鶴（ちづる） - 中原麻衣

ヒナルと共に河童事件の調査番組に出演していた女性アナウンサー。河童によって血を搾り取られて死亡する。
- 沢田刑事（さわだ） - 江川大輔

鷺坂、呉の同僚。干渉課と妖怪の存在を嘲笑する。
- 先代鴉（せんだいからす） - 三宅健太

廻向に対して街が新たに選んだ鴉。ある程度の期間活動していたようだが、廻向の前には成すすべもなく、ほぼ一方的に蹂躙されて敗北、消滅した。
- 警官 - 桐井大介
- 看護士 - 大野エリ、近藤孝行、野島裕史
- 医師 - 仮屋昌伸
- ディレクター - 高階俊嗣

#### 第弐話
- ケン - 小野大輔
- メリー - 中原麻衣
- シャコ - 上田陽司

首都高を走り回って遊ぶ若者たち。いずれも輪入道の標的となって襲われ、一人を残して全滅する。
- DJ - 保村真
- 桑谷夏子

#### 第参話
- ナース - 中原麻衣
- 医者 - 太田哲治
- 女医 - 樋口あかり
- 妖怪 - 朝倉栄介

#### 第四話
- 乙羽の父 - 斧アツシ

ヤクザの組長。姉との間に産ませた鷹介を嫌悪しており、鉄砲玉として使い潰してしまおうと画策している。礼介を撃ち殺し、再び現れた鷹介も殺害しようとするが、目の前で礼治を射殺された鷹介によって殺害される。
- 兄貴分 - 掛川裕彦
- 記者 - 太田哲治、近藤孝行、高瀬右光
- 警官 - 最上嗣生
- 女子アナ - 森夏姫
- 看護士 - 大野エリ

#### 第伍話
- 少女 - 川田妙子（第六話）

母親と共にクリスマスプレゼントを買いに出た先で事件に巻き込まれた少女。目の前で母親を殺されて泣きじゃくっていたところを乙羽に救われ、彼を「お兄ちゃん」と呼んで慕う。
呉たちに守られながら鴉と廻向の戦いを見届け、最終局面を生き延びた後、親戚に引き取られたのか、笑顔で暮らしている姿が描かれた。
- カメラマン - 安元洋貴
- 女子アナ - 大浦冬華
- 署員 - 近藤孝行

#### 第六話
- ほねからかさ - 最上嗣生

新宿に生きるただの妖怪。事態に巻き込まれた呉たちに瓦礫が降り注ぐのを見かねて、思わず飛び出して彼らを守ってしまう。その結果として呉たちに妖怪の存在を認識され、驚き戸惑った。
- 妖怪A - 伊丸岡篤

ほねからかさの行動を「鴉の先生の真似」と呆れ半分にからかうが、呉たちが自分の姿を見ていることに気が付き、困惑する。

## スタッフ
- 製作 - 加藤鉄也、九里一平
- 原作 - タツノコプロ企画室
- 企画・原案・監督 - さとうけいいち
- シリーズ構成 - 吉田伸
- キャラクターデザイン - 羽山賢二
- 妖怪・メカニックデザイン - 安藤賢司
- 美術デザイン - 佐藤肇
- 美術監督 - 脇威志（第1話 - 第3話）、太田大（第4話）、田村せいき（第5話、第6話）
- 色彩設計 - 永井留美子
- 撮影監督 - 松山正彦（第1話、第2話）、入部章（第3話 - 第6話）
- 特技監督 - 橋本敬史
- 編集 - 奥田浩史
- 音楽 - 池頼広
- オーケストラ演奏 - プラハ交響楽団
- 交響楽団演奏指揮 - マリオ・クレメンス
- 音響監督 - 明田川仁
- プロデュース - 伊平崇耶、吉田昇一
- プロデューサー - 吉田剛（第1話 - 第3話）、飯塚寿雄、田中茂裕（第1話 - 第3話）、三上康博（第4話 - 第6話）
- アニメーション制作 - タツノコVCR
- 製作 - 鴉 -KARAS-製作委員会（東芝エンタテインメント[4]、松竹、タツノコプロ、AT-X）

## 主題歌
エンディングテーマ
「セレナイト」（第1話 - 第3話）
作詞・作曲 - Rurutia / 編曲 - Rurutia & 佐藤鷹 / 歌 - ルルティア
「Under Fire」（第4話、第5話）
作詞・歌 - サシャ・アントニス / 作曲 - 池頼広

## 各話リスト
| 話数   | サブタイトル | 脚本            | 絵コンテ                                 | 演出                    | 作画監督                                               | 総作画監督 | 発売日         |
| ------ | ------------ | --------------- | ---------------------------------------- | ----------------------- | ------------------------------------------------------ | ---------- | -------------- |
| 第壱話 | 鴉開眼       | 本田雅也        | 中村健治                                 | 中村健治                | 高田晃 工原しげき（アクション） 橋本敬史（友情）       | 羽山賢二   | 2005年5月28日  |
| 第弐話 | 火炎輪       | 本田雅也        | さとうけいいち 荒川眞嗣                  | 鈴木薫                  | 佐光幸恵 まさひろ山根（メカ）                          | 羽山賢二   | 2005年10月29日 |
| 第参話 | 滅 覚醒      | 吉田伸          | さとうけいいち 高木茂樹 橋本敬史（特技） | さとうけいいち 寺沢伸介 | 小林理 石丸賢一（レイアウト） 工原しげき（アクション） | 羽山賢二   | 2005年11月26日 |
| 第四話 | 人 乙羽      | 吉田伸          | 玉川真人 さとうけいいち 橋本敬史（特技） | さとうけいいち          | 工原しげき、初見浩一 松田勝巳、羽山賢二 高田晃         | 高田晃     | 2007年8月24日  |
| 第伍話 | 幻想区       | 本田雅也 吉田伸 | 片山一良                                 | 山崎浩司                | 高田晃、工原しげき 鈴木勤、初見浩一 柴田淳             | 羽山賢二   | 2007年9月28日  |
| 第六話 | 真 伝説      | 吉田伸          | 山下明彦 さとうけいいち                  | さとうけいいち 中村健治 | 羽山賢二 千葉崇洋                                      | 羽山賢二   | 2007年10月26日 |

## オンライン配信
2006年4月6日からXbox Liveでの公開が開始される（第一話のアバンタイトル部分）。